# GP3 Series
| GP3 Series        | GP3 Series             |
| ----------------- | ---------------------- |
| Kategorija        | jednosjed              |
| Država            | Europa                 |
| Prva sezona       | 2010.                  |
| Posljednja sezona | 2018.                  |
| Šasija            | Dallara                |
| Motor             | Renault AER Mecachrome |
| Gume              | Pirelli                |

GP3 Series je bilo automobilističko prvenstvo koje se održavalo od 2010. do 2018. Godine 2019. Međunarodna automobilistička federacija je GP3 seriju zajedno s Europskom Formulom 3, spojila u novoosnovano FIA Formula 3 prvenstvo.

## Prvaci

### Vozači
| Sezona | Vozač | Vozač             | Momčad         | Šasija         | Motor             |
| ------ | ----- | ----------------- | -------------- | -------------- | ----------------- |
| 2010.  | 2     | Esteban Gutiérrez | ART Grand Prix | Dallara GP3/10 | Renault 2.0 L4    |
| 2011.  | 2     | Valtteri Bottas   | Lotus ART      | Dallara GP3/10 | Renault 2.0 L4    |
| 2012.  | 4     | Mitch Evans       | MW Arden       | Dallara GP3/10 | Renault 2.0 L4    |
| 2013.  | 6     | Daniil Kvjat      | MW Arden       | Dallara GP3/13 | AER 3.4 V6        |
| 2014.  | 10    | Alex Lynn         | Carlin         | Dallara GP3/13 | AER 3.4 V6        |
| 2015.  | 6     | Esteban Ocon      | ART Grand Prix | Dallara GP3/13 | AER 3.4 V6        |
| 2016.  | 1     | Charles Leclerc   | ART Grand Prix | Dallara GP3/16 | Mecachrome 3.4 V6 |
| 2017.  | 3     | George Russell    | ART Grand Prix | Dallara GP3/16 | Mecachrome 3.4 V6 |
| 2018.  | 2     | Anthoine Hubert   | ART Grand Prix | Dallara GP3/16 | Mecachrome 3.4 V6 |

### Momčadi
| Sezona | Momčad         | Vozači | Vozači            | Šasija         | Motor             |
| ------ | -------------- | ------ | ----------------- | -------------- | ----------------- |
| 2010.  | ART Grand Prix | 1      | Alexander Rossi   | Dallara GP3/10 | Renault 2.0 L4    |
| 2010.  | ART Grand Prix | 2      | Esteban Gutiérrez | Dallara GP3/10 | Renault 2.0 L4    |
| 2010.  | ART Grand Prix | 3      | Pedro Nunes       | Dallara GP3/10 | Renault 2.0 L4    |
| 2011.  | Lotus ART      | 1      | Pedro Nunes       | Dallara GP3/10 | Renault 2.0 L4    |
| 2011.  | Lotus ART      | 1      | Richie Stanaway   | Dallara GP3/10 | Renault 2.0 L4    |
| 2011.  | Lotus ART      | 2      | Valtteri Bottas   | Dallara GP3/10 | Renault 2.0 L4    |
| 2011.  | Lotus ART      | 3      | James Calado      | Dallara GP3/10 | Renault 2.0 L4    |
| 2012.  | Lotus GP       | 1      | Daniel Abt        | Dallara GP3/10 | Renault 2.0 L4    |
| 2012.  | Lotus GP       | 2      | Conor Daly        | Dallara GP3/10 | Renault 2.0 L4    |
| 2012.  | Lotus GP       | 3      | Aaro Vainio       | Dallara GP3/10 | Renault 2.0 L4    |
| 2013.  | ART Grand Prix | 1      | Conor Daly        | Dallara GP3/13 | AER 3.4 V6        |
| 2013.  | ART Grand Prix | 2      | Facu Regalia      | Dallara GP3/13 | AER 3.4 V6        |
| 2013.  | ART Grand Prix | 3      | Jack Harvey       | Dallara GP3/13 | AER 3.4 V6        |
| 2014.  | Carlin         | 10     | Alex Lynn         | Dallara GP3/13 | AER 3.4 V6        |
| 2014.  | Carlin         | 11     | Emil Bernstorff   | Dallara GP3/13 | AER 3.4 V6        |
| 2014.  | Carlin         | 12     | Luís Sá Silva     | Dallara GP3/13 | AER 3.4 V6        |
| 2015.  | ART Grand Prix | 4      | Alfonso Celis Jr. | Dallara GP3/13 | AER 3.4 V6        |
| 2015.  | ART Grand Prix | 5      | Marvin Kirchhöfer | Dallara GP3/13 | AER 3.4 V6        |
| 2015.  | ART Grand Prix | 6      | Esteban Ocon      | Dallara GP3/13 | AER 3.4 V6        |
| 2016.  | ART Grand Prix | 1      | Charles Leclerc   | Dallara GP3/16 | Mecachrome 3.4 V6 |
| 2016.  | ART Grand Prix | 2      | Nirei Fukuzumi    | Dallara GP3/16 | Mecachrome 3.4 V6 |
| 2016.  | ART Grand Prix | 3      | Alexander Albon   | Dallara GP3/16 | Mecachrome 3.4 V6 |
| 2016.  | ART Grand Prix | 4      | Nyck de Vries     | Dallara GP3/16 | Mecachrome 3.4 V6 |
| 2017.  | ART Grand Prix | 1      | Jack Aitken       | Dallara GP3/16 | Mecachrome 3.4 V6 |
| 2017.  | ART Grand Prix | 2      | Nirei Fukuzumi    | Dallara GP3/16 | Mecachrome 3.4 V6 |
| 2017.  | ART Grand Prix | 3      | George Russell    | Dallara GP3/16 | Mecachrome 3.4 V6 |
| 2017.  | ART Grand Prix | 4      | Anthoine Hubert   | Dallara GP3/16 | Mecachrome 3.4 V6 |
| 2018.  | ART Grand Prix | 1      | Callum Ilott      | Dallara GP3/16 | Mecachrome 3.4 V6 |
| 2018.  | ART Grand Prix | 2      | Anthoine Hubert   | Dallara GP3/16 | Mecachrome 3.4 V6 |
| 2018.  | ART Grand Prix | 3      | Nikita Mazepin    | Dallara GP3/16 | Mecachrome 3.4 V6 |
| 2018.  | ART Grand Prix | 4      | Jake Hughes       | Dallara GP3/16 | Mecachrome 3.4 V6 |
| Sezona | Momčad         | Vozači | Vozači            | Šasija         | Motor             |